# Toxorhina noeliana
Toxorhina noeliana là một loài ruồi trong họ Limoniidae. Chúng phân bố ở miền Australasia.